# Cap-de-la-Madeleine
Cap-de-la-Madeleine − dawne miasto w Kanadzie w prowincji Quebec nad Rzeką św. Wawrzyńca. 1 stycznia 2002 zostało przyłączone do miasta Trois-Rivières. Liczyło ok. 35 tysięcy mieszkańców. Główny przemysł to przemysł drzewny i celuluzowo-papierniczy.
Miasto zostało założone 20 marca 1651 a swoją nazwę zawdzięcza opatowi (Jacques De La Ferté) z Sainte-Madeleine de Chateaudun we Francji. Znane jest z Bazyliki Notre-Dame du Cap pod wezwaniem Maryi Dziewicy którą corocznie odwiedza tysiące pielgrzymow i turystów.